# Бендамустин
Бендамустин (лат. Bendamustinum, англ. Bendamustine) — синтетичний лікарський препарат з біфункціональною алкілувальною активністю: антинеопластичний та цитотоксичний ефект.
За своєю хімічною структурою є похідним як азотистого іприту, так і бензімідазолу та масляної кислоти. Бендамустин застосовується виключно внутрішньовенно. Бендамустин уперше синтезований у НДР групою дослідників під керівництвом Озеговскі та Ангера в Інституті мікробіології та експериментальної терапії в Єні в 1963 році. У колишній НДР були проведені перші клінічні дослідження, обмежені за кількістю хворих, в яких новий препарат під аптечною маркою «Цитостазан» виявив ефективність при застосуванні при мієломній хворобі, хронічному лімфолейкозі, лімфогранулематозі, неходжкінській лімфомі, плазмоцитомі, раку молочної залози, дрібноклітинного раку легень. Після возз'єднання Німеччини у 1990 році бендамустин розпочали застосовувати на всій території Німеччини, переважно для лікування хронічного лімфолейкозу та лімфом, його подальший маркетинг проводила компанія «Astellas Pharma» під торговою маркою «Рибомустин». У 1998 році німецькі дослідники на основі проведених клінічних досліджень рекомендовано застосування бендамустину при лімфогранулематозі. Після доповіді на щорічному конгресі Американського гематологічного товариства у 2009 році в Новому Орлеані доктора Московіц про ефективність бендамустину при рефрактерному до лікування або рецидивуючому лімфогранулематозі препарат став відомий за межами Німеччини. У 2008 році бендамустин схвалений FDA для застосування в США, пізніше препарат схвалений і в інших країнах для лікування онкогематологічних захворювань.

## Фармакологічні властивості
Бендамустин — синтетичний лікарський засіб, який за своєю хімічною структурою є похідним азотистого іприту, а також бензімідазолу та масляної кислоти. Механізм дії препарату відрізняється від дії інших похідних азотистого іприту, та полягає у дії препарату на ДНК клітин злоякісних пухлин шляхом алкілювання, окрім того під дією бендамустину відбувається зшивка ДНК клітин пухлини, що призводить до зупинки мітозу пухлинних клітин, гальмування росту пухлини, а в кінцевому підсумку — до апоптозу пухлинних клітин. Бендамустин також ініціює загибель клітин не тільки шляхом класичного апоптозу, а й активує альтернативний шлях загибелі клітин, який називають також «мітотичною катастрофою», який відбувається у клітинах, які увійшли до фази мітозу зі значними пошкодженнями ДНК, а також при відсутності чи пошкодженні ферментів класичного апоптозу клітини. Причиною цього є також це, що бендамустин інгібує експресію генів, які задіяні до репарації ДНК та діють у контрольній точці мітозу, що призводить до «мітотичної катастрофи» клітин пухлини, а також спричинює тривале ушкодження ДНК пухлинних клітин, яка найчастіше не може відновитися. Бендамустин також спричинює виснаження запасів АТФ у пухлинних клітинах, а також активізує стресовий шлях загибелі клітин за участю активних форм кисню. Бендамустин застосовується для лікування мієломної хвороби, неходжкінських лімфом, лімфогранулематозі та хронічному лімфолейкозі, переважно в комбінації з іншими протипухлинними препаратами, зокрема ритуксимабом, цитарабіном, преднізолоном, бортезомібом, дексаметазоном, талідомідом та леналідомідом. При застосуванні бендамустину побічні ефекти спостерігаються рідше, ніж при застосуванні інших протипухлинних засобів, як при монотерапії бендамустином, так і при застосуванні його в комбінації з іншими протипухлинними препаратами, і ці побічні ефекти є переважно неважкими.

### Фармакокінетика
Бендамустин швидко розподіляється в організмі після внутрішньовенної ін'єкції, біодоступність препарату становить 100 %. Максимальна концентрація препарат виявляється в крові після закінчення внутрішньовенного введення. Бендамустин добре (на 95 %) зв'язується з білками плазми крові. Препарат швидко метаболізується в печінці як до активних, так і неактивних метаболітів. Бендамустин проходить через плацентарний бар'єр, даних за виділення препарату в грудне молоко немає. Метаболізується препарат у печінці із утворенням як активних, так і неактивних метаболітів. Виводиться бендамустин із організму із сечею та жовчю. Період напіввиведення бендамустину після однократного введення становить 40 хвилин, при тривалому застосуванні період напіввиведення препарату та його метаболітів становить 3—12 годин. При порушенні функції печінки час напіввиведення препарату може збільшуватися.

## Показання
Бендамустин застосовують для лікування хронічного лімфолейкозу, мієломної хвороби та неходжкінських лімфомах.

## Побічна дія
При застосуванні бендамустину побічні ефекти спостерігаються рідше, ніж при застосуванні інших протипухлинних засобів. Найчастішими побічними ефектами препарату є нейтропенія, тромбоцитопенія, порушення функції печінки, анемія, полінейропатія. Іншими побічними діями препарату є:
- Алергічні реакції та з боку шкірних покривів — алопеція, шкірний висип, свербіж шкіри, гарячка, гіпергідроз, еритема шкіри, алергічний дерматит, кропив'янка, анафілактичний шок.
- З боку травної системи — стоматит, нудота, блювання, шлунково-кишкові кровотечі, геморагічний езофагіт, гастроезофагеальний рефлюкс.
- З боку нервової системи — безсоння або сонливість, парестезії, головний біль, запаморочення, атаксія, енцефаліт, порушення смаку.
- З боку серцево-судинної системи — аритмії, тахікардія, ексудативний перикардит, артеріальна гіпертензія, артеріальна гіпотензія, стенокардія, інфаркт міокарду, серцева недостатність, флебіт.
- З боку дихальної системи — кашель, задишка, назофарингіт, свистяче дихання, фіброз легень, дихальна недостатність, пневмонія.
- З боку сечостатевої системи — аменорея, безпліддя.
- З боку опорно-рухового апарату — біль у спині, біль в суглобах, біль у костях, біль у кінцівках.
- Зміни в лабораторних аналізах — лейкопенія, лімфопенія, гіпокаліємія, підвищення рівня сечової кислоти в крові, підвищення рівня креатиніну та сечовини в крові, підвищення рівня білірубіну в крові, підвищення рівня активності амінотрансфераз і лужної фосфатази в крові.
- Інші побічні ефекти — розвиток синдрому лізису пухлини, сепсис, вторинні інфекційні захворювання, місцеві реакції — біль у місці ін'єкції, еритема, некроз тканин у місці введення препарату.

## Протипокази
Бендамустин протипоказаний при підвищеній чутливості до препарату, при вираженій нейтропенії, при вираженому пригніченні функції кісткового мозку, жовтяниці, гострих інфекційних захворюваннях, виражених порушенні функції печінки, вагітності та годуванні грудьми, хірургічних операціях менш ніж за 30 діб до початку лікування препаратом.

## Форми випуску
Бендамустин випускається у вигляді порошку для приготування розчину для внутрішньовенних інфузій у флаконах по 25 та 100 мг та концентрату для приготування розчину для внутрішньовенних інфузій по 0,5 та 2 мл.